# Jack Basford
Jack Basford (1925–1998) là một cầu thủ bóng đá người Anh, thi đấu ở vị trí tiền đạo trung tâm ở Football League cho Crewe Alexandra và Chester.